# Gongromyia bulla
Gongromyia bulla là một loài ruồi trong họ Asilidae. Gongromyia bulla được Londt miêu tả năm 2002. Loài này phân bố ở vùng nhiệt đới châu Phi.